# Jōichi Itō
Jōichi Itō (伊藤穰一?, Itō Jōichi; Kyōto, 19 giugno 1966) è un attivista, imprenditore e venture capitalist giapponese.

## Biografia
Itō è nato a Kyōto, Giappone, e si è trasferito con la famiglia nel Michigan (Stati Uniti) all'età di quattro anni. A 14 anni fa ritorno in Giappone, quando la madre diventa presidente della sussidiaria giapponese della Energy Conversion Devices, Inc. Itō è vicepresidente della divisione International Business and Mobile Devices della Technorati, Presidente di Six Apart Japan, e presidente di Creative Commons e Socialtext. Itō è inoltre fondatore e CEO della società di venture capital Neoteny Co., Ltd. Nell'ottobre del 2004, è stato nominato nel consiglio di amministrazione dell'ICANN con un mandato di tre anni a decorrere dal dicembre 2004. Ha ricevuto molti riconoscimenti per il suo ruolo di imprenditore focalizzato su Internet e le compagnie tecnologiche, ed ha fondato, tra le altre, PSINet Japan, Digital Garage e Infoseek Japan. Mantiene un blog, un wiki, un canale IRC e contribuisce al Tokyo Metroblog.
Itō ritorna negli USA per frequentare il corso di informatica alla Tufts University di Boston, dove incontra tra gli altri Pierre Omidyar, in seguito fondatore di eBay. Trovando il suo corso di studi troppo rigido e ritenendo che "studiare informatica a scuola era stupido", Itō abbandona la Tufts per frequentare l'Università di Chicago come studente di fisica. Abbandona anche qui avendo scoperto, a suo parere, che il programma era più orientato verso la produzione di ingegneri pratici e non verso l'insegnamento della fisica con lo scopo di formare una comprensione intuitiva della scienza. Itō sta tentando, nuovamente, di istruirsi e frequenta la scuola di specializzazione post laurea in International Corporate Strategy (Strategie Aziendali Internazionali) dell'Università Hitotsubashi, come candidato per il Dottorato in Business Administration, concentrandosi sull'economia della condivisione. Itō si è fatto portavoce della democrazia emergente e dell'economia della condivisione.
Vive nella Prefettura di Chiba, in Giappone, con la sua compagna Mizuka. La sorella di Itō, Mizuko, è una "antropologa culturale che studia l'uso della tecnologia dei media, in particolare il modo in cui i media digitali stanno cambiando relazioni, identità e comunità" all'Annenberg Center for Communication dell'University of Southern California.